# Schachkomposition
Eine Schachkomposition (auch Schachproblem oder Schachaufgabe) ist im Schach eine ersonnene Aufgabe. Gewöhnlich besteht sie aus einer Schachstellung (meist als Diagramm dargestellt), einer Forderung (zum Beispiel „Weiß zieht und gewinnt“) und der Lösung der Aufgabe. Falls nicht anders angegeben, richtet sich die Forderung an Weiß, das auch am Zuge ist (Hilfsmattaufgaben ausgenommen). Im Normalfall gelten die üblichen Schachregeln.
Die Wurzeln dieser häufig auch als Problemschach bezeichneten Form der Beschäftigung mit Schach reichen bis zu den Anfängen des Schachspiels zurück. Die Schachkomposition hat sich in den letzten 150 Jahren durch Spezialisierung weitgehend verselbständigt. Mitunter wird von Kunstschach gesprochen, um ihre ästhetische Seite zu unterstreichen. Schachkompositionen werden in Schachspalten von Tageszeitungen und Zeitschriften sowie in Schachzeitschriften veröffentlicht. Zudem gibt es Spezialliteratur, die sich mit Schachkomposition beschäftigt. In Veröffentlichungen werden Angaben zum Urheber („Autor“ oder „Komponist“ genannt) und zur Quelle der Erstveröffentlichung (bei neuen Werken der Vermerk „Urdruck“ oder „Original“) gemacht.

## Geschichte

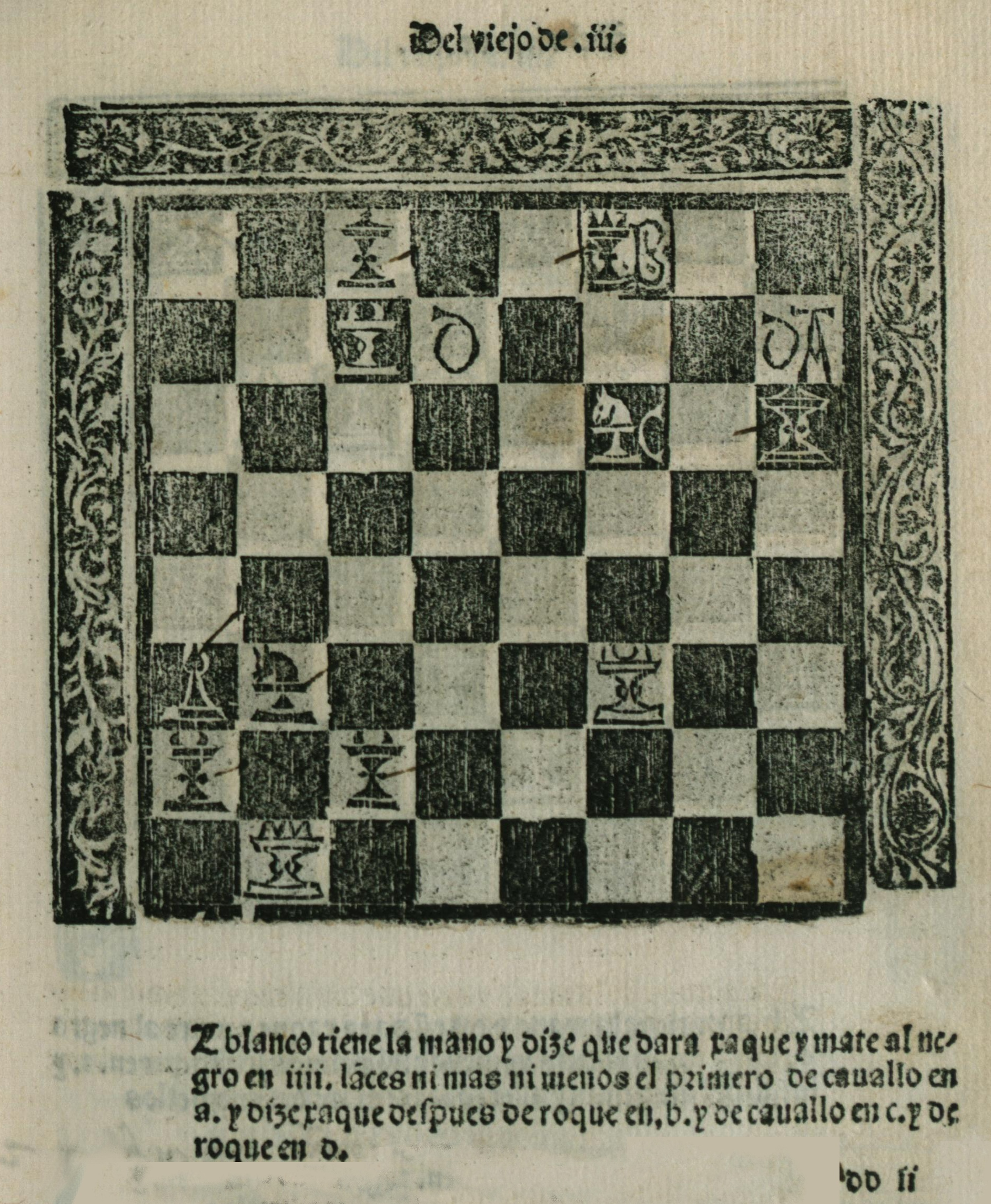
Eine Schachaufgabe des 15. Jahrhunderts im Buch von Lucena

Die Schachkomposition ist sehr alt. Bereits im 10. Jahrhundert kannten die Araber Aufgaben (sogenannte „Mansuben“, z. B. das bekannte „Matt der Dilaram“), die wahrscheinlich nicht auf das Spiel an sich, sondern auf den ästhetischen Genuss bei der Lösung der Aufgabe zielten. Im Europa des Mittelalters waren Schachkompositionen als Gegenstand von Wetten beliebt. In frühen Schachbüchern des 15. und 16. Jahrhunderts nahmen Schachkompositionen, so in den Werken von Lucena oder Damiano, einen beträchtlichen Umfang ein. Erst später behandelte die Schachliteratur die Eröffnungen und andere Aspekte des praktischen Spiels ausführlicher. Daneben blieb die Tradition der Schachaufgaben erhalten, sie wurde im 18. Jahrhundert namentlich durch den Syrer Philipp Stamma kultiviert. Seit etwa 1830 bildete sich schließlich aus Komponisten und Lösern eine Subkultur der Schachkomposition heraus. Es haben sich in diesem sozialen Netzwerk eine Fülle von Themen und eine eigene Fachsprache entwickelt. Wichtige Begriffe und Themen werden unten erklärt.
Im 20. Jahrhundert entwickelte sich die Schachaufgabe mit der Forderung „Matt in n Zügen“ beträchtlich weiter. Johannes Kohtz und Carl Kockelkorn formten sie zur logischen Schule (oder auch Neudeutschen Schule) aus. Eine konkurrierende historische Richtung stellte die bereits früher entstandene Böhmische Schule dar, die stärker ästhetischen Kriterien und Konventionen folgte.
Problemturniere gehörten im 20. Jahrhundert vielfach zum Begleitprogramm größerer Schachturniere. In letzter Zeit hat sich die sportliche Komponente in der Schachkomposition verstärkt. Es wurden Meistertitel für Schachkomponisten, Wettbewerbe mit vorgegebenen Aufgabenstellungen und international standardisierten Preiszuerkennungen sowie Meisterschaften im Lösen von Schachaufgaben und Studien eingeführt. Zahlreiche Periodika sehen eine feste Spalte für Schachkompositionen vor. Dort veröffentlichte Urdrucke werden mitunter von Experten „gekocht“, das heißt, auf vom Komponisten unbeabsichtigte Abweichungen in seiner Lösung und auf Kunstfehler untersucht. Neben der Dokumentation solcher Schwächen dient der Lösungsteil meist auch der Diskussion um ästhetische Vorzüge und Fehler der veröffentlichten Stücke. Die traditionelle Vereinigung von (vorwiegend deutschen) Freunden der Schachkomposition ist Schwalbe mit ihrer Zeitschrift Die Schwalbe.
In den Niederlanden und in Flandern wurde 1988 die Organisation ARVES (Alexander Rueb Vereniging voor SchaakEindspelStudie) gegründet, die mittlerweile zahlreiche Freunde der Schachstudie aus vielen Ländern vereinigt. Die Studie hat ähnlich wie die Schachaufgabe verschiedene Entwicklungsstadien durchlaufen. Ihrem Wesen nach ist sie näher an der praktischen Partie und stellt an Komponisten und Löser hohe Anforderungen an Schachwissen und Analysefähigkeiten. Möglicherweise ist das der Grund, weshalb manche Schachkomponisten sich auf diesem Gebiet nicht betätigen.

## Charakter des „Kunstschachs“
Eine Schachkomposition unterscheidet sich bereits äußerlich von der Schachpartie. Im Kopf des Diagramms der zu untersuchenden Stellung findet man nicht die Namen beteiligter Spieler, sondern den Namen des Komponisten. Anders als in der praktischen Partie, deren Ergebnis zu Spielbeginn offen ist, soll eine bestimmte und konkrete Forderung erfüllt werden, beispielsweise ein Matt in einer festgelegten Zügezahl. Die vom Komponisten beabsichtigte Idee wird in der Schachkomposition in reiner Form dargestellt. Es gibt nur einen fiktiven Gegner, dessen Gegenspiel letztendlich diese Idee nicht verhindern kann, es handelt sich um Schach ohne Partner. Wichtig ist, dass es neben der vom Verfasser beabsichtigten Lösung einer Aufgabe keine Nebenlösungen gibt (Abweichungen von der Absicht bereits im ersten Zug, welche die Forderungen ebenfalls erfüllen). Duale (Abweichungen von der Absicht in den Folgezügen) schmälern den künstlerischen Wert beträchtlich. Eine Komposition gilt ebenfalls als entwertet, wenn in den thematischen Varianten, welche die Idee ausdrücken, Duale vorkommen.
Zu erwähnen ist der Einsatz des Materials. Die weißen und schwarzen Figuren sind auf das zur Darstellung der Idee Erforderliche beschränkt, und jede Figur erfüllt im Verlauf der Lösung ihre Funktion (Prinzip der Ökonomie). Überflüssige Figuren oder nur zur Vermeidung von Defekten benötigte Nachtwächter werden als Kunstfehler betrachtet. In der Schachpartie ist das Kräftepotenzial ungefähr ausgeglichen, während Schachaufgaben große Materialungleichheiten aufweisen können. Im Fall der Studie besteht von Materialverteilung und Aufgabenstellung her (etwa „Weiß zieht und gewinnt“) eine größere Nähe zum Partieschach.
An die Lösung der Komposition werden ästhetische Anforderungen gestellt. In welchem Maße diese erfüllt werden, entscheidet über den künstlerischen Wert. So soll in Aufgaben der erste Zug der Komposition, der sogenannte Schlüsselzug, aufgrund des Rätselcharakters nicht naheliegend sein. Wenn also im Schlüsselzug einfach dem schwarzen König ein Fluchtfeld genommen oder eine schwarze Figur geschlagen wird, gilt das als unästhetisch. Auch ein Schachgebot zu Beginn ist in Schachaufgaben untypisch. Meistens unbeanstandet bleibt dagegen ein sog. Nimm- und Gib-Schlüssel, also ein Schlüsselzug, der dem Schwarzen zwar ein Fluchtfeld nimmt, als Ersatz aber ein neues Fluchtfeld einräumt, während eine Fluchtfeldfreigabe besonders hoch angerechnet wird. Ebenfalls positiv gesehen wird ein weiträumiger Schlüsselzug, bei dem also eine Figur viele Felder weit zieht. Bei Studien wird ein Schachgebot im ersten Zug toleriert. Gute Studien verschleiern durch ein einleitendes Spiel ihre eigentliche Idee, in der Lösung sollte sie möglichst erst zum Schluss offensichtlich werden.
Die Schachkomposition beruht, abgesehen von einigen Sonderformen (siehe unten), auf den gleichen Regeln wie das Partieschach. Eine gezeigte Stellung muss daher regelkonform (legal) sein, d. h. zumindest theoretisch aus einer Schachpartie hervorgegangen sein. Besitzt Weiß etwa mehrere Damen oder drei Springer, müssen diese durch Bauernumwandlung erklärbar sein. Der „Nachweis einer nicht partiegemäßen Ausgangsstellung“ entwertet die Komposition. Ob die zur Herbeiführung der Stellung notwendigen Züge im partiepraktischen Sinne „vernünftig“ sind, spielt dabei keine Rolle.

## Arten der Schachkomposition
|   | a | b | c | d | e | f | g | h |   |
| 8 |   |   |   |   |   |   |   |   | 8 |
| 7 |   |   |   |   |   |   |   |   | 7 |
| 6 |   |   |   |   |   |   |   |   | 6 |
| 5 |   |   |   |   |   |   |   |   | 5 |
| 4 |   |   |   |   |   |   |   |   | 4 |
| 3 |   |   |   |   |   |   |   |   | 3 |
| 2 |   |   |   |   |   |   |   |   | 2 |
| 1 |   |   |   |   |   |   |   |   | 1 |
|   | a | b | c | d | e | f | g | h |   |

Es sind drei Hauptgruppen zu unterscheiden. Die direkten Mattaufgaben werden als orthodox (von griechisch ορθός „richtig, geradlinig“) bezeichnet, Probleme mit veränderten Bedingungen oder Forderungen wie Selbstmatt, Hilfsmatt usw. gelten als heterodox. Die sogenannten Studien wiederum werden nicht zu den Problemen gerechnet, daher ist Schachkomposition als Oberbegriff genauer als Problemschach.

### Direktes Matt
Dies ist die klassische „orthodoxe“ Hauptrichtung der Schachkomposition. Im direkten Matt lautet die Forderung für die vorgegebene Stellung: „Matt in n Zügen.“ Weiß hat auch bei bester Gegenwehr von Schwarz ein Matt spätestens im n-ten Zug herbeizuführen, die Aufgaben werden dementsprechend auch als n-Züger, also Zweizüger, Dreizüger usw., bezeichnet. Wenn unter dem Diagramm nichts anderes angegeben ist, beginnt stets Weiß.
Im Beispiel zieht Weiß 1. Th2–h1. Dadurch gerät Schwarz in Zugzwang: Es droht ihm unmittelbar kein Matt, doch jeder der 19 möglichen Züge wird mit einem Mattzug beantwortet. Die Versammlung von schwarzen Türmen und Läufern am oberen Brettrand ermöglicht besonders viele Verstellungen und wird nach einer Aufgabe von Samuel Loyd Loyds Orgelpfeifen genannt.
| Artikel mit Beispielen für Schachaufgaben mit der Forderung nach einem direkten Matt: | Artikel mit Beispielen für Schachaufgaben mit der Forderung nach einem direkten Matt: | Artikel mit Beispielen für Schachaufgaben mit der Forderung nach einem direkten Matt: |
| --- | --- | --- |
| Zweizüger: - Herbert Ahues - Hermann Albrecht - Ferenc Fleck – Fleck-Thema - Hans Johner - Hans Klüver - Marjan Kovačević - Herbert Küchler - Gerhard Latzel - Comins Mansfield - Willy Popp - Efim Naumowitsch Ruchlis - Israel Schiffmann – Schiffmann-Paraden - Otto Strerath - Milan Velimirović - Oskar Wielgos | Dreizüger: - Siegfried Brehmer – Münchener Idee - Friedrich Chlubna - Wilhelm Hagemann - Walther Freiherr von Holzhausen - Michael Keller – Nowotny, Grimshaw - Peter Kniest - Lew Iljitsch Loschinski - Jean-Marc Loustau - Ferdinand Metzenauer – Münchener Idee - Franz Palatz - Theodor Siers – Siers-Rössel | Mehrzüger: - Karl-Heinz Ahlheim – Fünfzüger - Conrad Bayers Unsterbliches Schachproblem – Neunzüger - Adolf Bayersdorfer – Vierzüger - Ottó Titusz Bláthy – 292-Züger - Luigi Bühler – Fünfzüger - Karl Fabel – 182-Züger - Erwin Moritz Herbert Guttmann – Fünfzüger - Samuel Loyd – Fünfzüger (Excelsior), Vierzüger (Loyd-Turton) - Nenad Petrović – Vierzüger - Wilfried Pflughaupt – Vierzüger - Hans Peter Rehm – Vierzüger und Sechszüger (Rehm-Mechanismus) - Bernhard Schauer – Siebenzüger - Manfred Zucker – Vierzüger und Fünfzüger |

### Studien
Die typische Forderung von Studien ist die Frage nach dem Weg zum keineswegs offensichtlichen Partieresultat (Gewinn oder Remis) aus der gezeigten Stellung bei beiderseits bestem Spiel. Damit ist die Schachstudie ein natürliches Bindeglied zwischen Schachpartie und Schachkomposition. Sie besitzt häufig große Nähe zum Schachendspiel, seltener zum Mittelspiel. In einer Studie wird ein vorgegebenes Stellungsproblem durch eine einzige, eindeutige Weise und in einer ästhetisch ansprechenden Form gelöst. Die führende Zeitschrift für Studien ist derzeit (2013) EG, nachdem EBUR im Jahr 2006 eingestellt wurde. Der Begriff Studie wurde erstmals 1851 von Josef Kling und Bernhard Horwitz benutzt.
| Artikel mit Beispielen für Studien: | Artikel mit Beispielen für Studien: | Artikel mit Beispielen für Studien: |
| --- | --- | ----------------------------------- |
| - Iuri Akobia - Walter Bähr - Pál Benkö - Michael Bent - Georg Bernhardt - Wladimir Bron - Mario Camorani - André Chéron - Heinrich Cordes - Oldřich Duras - Jindřich Fritz - Hermann von Gottschall - Grzegorz Grzeban - Alexander Guljajew - Vitali Halberstadt - Harold van der Heijden mit der Hälfte eines Zwillings - Paul Heuäcker - Gerd Wilhelm Hörning - Samuel Isenegger - Gerhard Josten - Genrich Kasparjan - Josef Kling mit dem Spieß als Echo - Wladimir Korolkow - Szaja Kozłowski | - Josif Kricheli - Leonid Kubbel - Emanuel Lasker mit dem Lasker-Manöver im Turmendspiel - Samuel Loyd (Bauern gegen Läufer) - Hermanis Matisons - Leopold Mitrofanow - Gia Nadareischwili mit Spiel auf Selbstpatt - John Nunn (Damenendspiel) - Abdelaziz Onkoud - Vladimír Pachman - Wassili und Michail Platow - Ernest Pogosjanz - Dawid Przepiórka - Michael Prusikin mit einem Figurenfang - Richard Réti (Réti-Manöver, Außerkraftsetzung der Quadratregel) - Henri Rinck - Saavedra-Studie - Alexei Selesnjow - Andrei Seliwanow - Hans-Hilmar Staudte - Konstantin Sucharew - Joszef Szén - Siegbert Tarrasch - Alexei Troizki |                                     |

### Selbstmatt
Beim Selbstmatt zwingt Weiß den Gegner zum Mattsetzen von Weiß, auch wenn Schwarz versucht, dies zu verhindern: Weiß erzwingt das eigene Matt. Es gelten die normalen Schachregeln, aber die Zielsetzung ist eine andere.
Auch hier gibt es Zwei- und Mehrzüger, beispielsweise „Selbstmatt in fünf Zügen“. Immer ist Weiß am Zug. Beispiele für eine Selbstmatt-Aufgabe findet man in den Artikeln
- Udo Degener
- Albert Heinrich Kniest
- Wolfgang Weber

### Reflexmatt
Das Reflexmatt ist eine Variante des Selbstmatt. Auch hier erzwingt Weiß sein eigenes Matt gegen den Widerstand von Schwarz. Es gilt aber die Zusatzregel: Wenn eine der beiden Seiten die Möglichkeit hat, die Gegenseite in einem Zug mattzusetzen, dann muss sie von dieser Möglichkeit auch Gebrauch machen.
Es genügt also, dass Weiß Schwarz einen Mattzug zur Verfügung stellt, denn die Zusatzregel erzwingt, dass Schwarz diesen Mattzug auch ausführt. Auf der anderen Seite ergeben sich neue Verteidigungsmöglichkeiten, weil Schwarz seinerseits Weiß Mattzüge anbieten kann, die dieser gemäß der Zusatzregel auch ausführen muss.
Ein Beispiel für ein Reflexmatt findet sich im Artikel Selbstmatt.

### Hilfsmatt
Beim Hilfsmatt hilft Schwarz dem Weißen beim Mattsetzen. Die beiden Parteien helfen also zusammen bei dem Versuch, Schwarz mattzusetzen (kooperatives Matt), dürfen aber trotzdem keine unerlaubten Züge machen.
Hilfsmattaufgaben gibt es wieder als Mehrzüger, so zum Beispiel „Hilfsmatt in vier Zügen“. Wenn nicht anders angegeben, macht Schwarz den ersten Zug. Bei eventuell vorhandenen Satzspielen geht der Anzug naturgemäß auf Weiß über.
Korrekt konstruierte Hilfsmattaufgaben verfügen über keine Nebenvarianten; ihr thematischer Gedanke kommt deshalb besonders klar zum Ausdruck.
Beispiele für ein Hilfsmatt findet man in den Artikeln
- Alois Ederer
- Tivadar Kardos
- John Niemann
- Hans-Hilmar Staudte

Das sogenannte Narrenmatt ist in gewissem Sinne auch ein Hilfsmatt; in der Ausgangsstellung macht Weiß den ersten Zug und hilft durch seine schlechten Züge dem Schwarzen, im zweiten Zug matt zu setzen.

### Retrospektive (Retroanalyse)
|   | a | b | c | d | e | f | g | h |   |
| 8 |   |   |   |   |   |   |   |   | 8 |
| 7 |   |   |   |   |   |   |   |   | 7 |
| 6 |   |   |   |   |   |   |   |   | 6 |
| 5 |   |   |   |   |   |   |   |   | 5 |
| 4 |   |   |   |   |   |   |   |   | 4 |
| 3 |   |   |   |   |   |   |   |   | 3 |
| 2 |   |   |   |   |   |   |   |   | 2 |
| 1 |   |   |   |   |   |   |   |   | 1 |
|   | a | b | c | d | e | f | g | h |   |

Eine Retroanalyse:
Wo muss der weiße König stehen?
Die retrograde Analyse (kurz Retroanalyse bzw. Retrospektive) bezieht sich auf die (fiktive) „Vorgeschichte“ einer Schachstellung. Normalerweise gelten folgende Konventionen:
Die Ausgangsstellung eines Problems muss theoretisch in einer den Regeln entsprechenden Partie erreicht werden können (wobei es egal ist, ob die Züge unsinnig erscheinen oder nicht). Ist das nicht der Fall (etwa wenn weiße Bauern theoretisch dreimal geschlagen haben müssten, um die Stellung zu erreichen, bei Schwarz aber nur zwei Steine fehlen), so ist die Stellung illegal, was nur durch Zurückverfolgung (Retroanalyse) aufzuweisen ist. Illegalität entwertet gewöhnlich ein Problem.
Was die Rochade in der Schachkomposition angeht, so wird angenommen, sie sei so lange möglich, wie nicht durch Retroanalyse bewiesen werden kann, dass der König oder der Turm bereits gezogen hat.
Beim en-passant-Schlag hingegen gilt die Regel, dass er nur zulässig ist, wenn bewiesen werden kann, dass Schwarz zuletzt den Doppelschritt des Bauern gemacht hat.
Wenn bewiesen werden kann, dass Schwarz nicht zuletzt gezogen haben kann (wohl aber Weiß), so wird angenommen, dass nun Schwarz am Zuge sei.
Wenn eine dieser Überlegungen, die ja nur durch „Zurückverfolgung“ zu verifizieren sind, für die Lösung wesentlich ist, nennt man die Aufgabe retroanalytisch. Es gibt jedoch auch „echte“ Retro-Aufgaben, etwa mit Problemstellungen wie: Rekonstruiere die letzten zehn Halbzüge!
Noam Elkies komponierte eine weitere Aufgabe mit instruktiver Lösung mittels Retroanalyse.
Eine der anspruchsvollsten Retrospektiv-Aufgaben stammt von dem Russen Nikita Plaksin und zeigt einen Schlüsselzug, nach dem Weiß auf den ersten Blick einzügig matt gesetzt werden kann. Durch Retro-Überlegungen zeigt der Autor aber, dass in den letzten 50 Zügen weder eine Figur geschlagen wurde noch ein Bauer gezogen hat. Wegen der 50-Züge-Regel ist die Partie daher remis.

### Konstruktionsaufgabe (construction task)

Schwarz setzt Matt im 5. Zug durch Springerumwandlung

Eine Konstruktionsaufgabe wird ohne Diagramm angegeben; es ist vielmehr das Ziel, eine Partie oder Stellung mit bestimmten Merkmalen zu konstruieren. Zum Beispiel entwarf Samuel Loyd das Problem: „Konstruiere eine Partie, die mit einem Abzugsschachmatt von Schwarz im vierten Zug endet.“ (publiziert in Le Sphinx, 1866; die Lösung ist 1. f2–f3 e7–e5 2. Ke1–f2 h7–h5 3. Kf2–g3 h5–h4+ 4. Kg3–g4 d7–d5#); obwohl alle weißen Züge eindeutig sind (siehe Bemerkung über Ästhetik), sind es die schwarzen nicht. Ein komplett eindeutiges Problem ist: „Konstruiere eine Partie, in welcher der schwarze b-Bauer im 4. Zug mattsetzt“ (aus Kürzeste Konstruktionsaufgaben-Karte unter Weblinks; die eindeutige Lösung ist 1. d2–d4 c7–c6 2. Ke1–d2 Dd8–a5+ 3. Kd2–d3 Da5–a3+ 4. Kd3–c4 b7–b5#). Einige Konstruktionsaufgaben fragen nach einer maximalen oder minimalen Anzahl von Etwas zu Arrangierendem, etwa einer Partie mit der maximal möglichen Anzahl aufeinanderfolgender Abzugsschachs, oder einer Position, in der alle sechzehn Steine eine minimale Anzahl von Feldern bedrohen. Eine spezielle Konstruktionsaufgaben-Klasse sind Partien, die eindeutig durch ihren letzten Zug bestimmt sind, wie etwa „3. … Txe5+“ oder „4. … b5#“ von oben (aus Moves that determine all the previous moves unter Weblinks).

### Märchenschach
Das Märchenschach (auch Feenschach) verallgemeinert die Spielregeln (Gangart der Figuren, Brettformen, Forderung und andere Bedingungen) des Schachspiels. Ursprünglich wurden (wohl von Thomas Rayner Dawson) neue Schachfiguren (Grashüpfer, Nachtreiter) mit eigenen Zugregeln definiert, um in Schachkompositionen Häufungen in der besonders beliebten Schnittpunktthematik darstellen zu können. Dafür reichten die Linien, Reihen und Diagonalen der traditionellen Linienfiguren (Dame, Turm, Läufer) nicht mehr aus. Heutzutage geschieht das Erfinden immer neuerer Gangarten und Bedingungen bei einigen Komponisten oftmals nur noch aus Freude an der neuen Erfindung und stellt keine objektive Notwendigkeit mehr dar.
Beispiele für eine Bedingung sind der sogenannte Längstzüger (engl. maximummer, Schwarz führt jeweils nur einen der geometrisch längsten Züge aus), der Doppellängstzüger (sowohl Schwarz als auch Weiß führen jeweils nur einen der geometrisch längsten Züge aus), Circe (geschlagene Figuren erscheinen wieder auf ihrem Ursprungsfeld der Partieanfangsstellung, sofern das Feld frei ist) und Andernachschach (schlagende Figuren wechseln die Farbe). Beim Serien-Selbstmatt in n Zügen zieht Schwarz erst, nachdem Weiß n-mal gezogen hat (und gibt das erzwungene Matt).
Die Brettform kann variiert werden durch Hinzunahme oder Weglassen von Feldern oder durch räumliche Veränderung (wie beispielsweise Zylinderschach oder Torusschach durch Aneinanderfügen gegenüberliegender Brettseiten – horizontal und/oder vertikal).
Schließlich kann die Forderung verändert werden (etwa Patt statt Matt).

### Sonderformen
Es gibt noch einige andere Formen für Kompositionen, etwa im Bereich bestimmter Schachvarianten (Raumschach, Zylinderschach u. a.). Beispielsweise könnte eine Aufgabe lauten:
- Der weiße Turm ist vom Brett gefallen. Setze ihn wieder so ein, dass Weiß in zwei Zügen matt setzen kann.
- Erzeuge eine Stellung mit fünf weißen und vier schwarzen Steinen (und noch weitere Bedingungen) derart, dass ein Hilfsmatt in drei Zügen möglich ist.
- Wie viele unterschiedliche regelgemäße letzte Züge einer Schachpartie sind möglich?

Andere Aufgaben sind eher in der Nähe der Mathematik anzusiedeln, so etwa beim Damenproblem die Forderung: „Bitte setzen Sie acht Damen einer Farbe so, dass keine eine andere deckt.“ Diese Aufgabenart wird daher auch als Schachmathematik bezeichnet.

## Ablauf eines Kompositionsturniers
Ein Kompositionsturnier beginnt mit einer Ankündigung. Diese wird traditionell in Schachzeitschriften oder Schachspalten von Tageszeitungen veröffentlicht, in letzter Zeit auch im Internet. In der Ausschreibung werden alle wichtigen Details des Turniers festgelegt. Vorgegeben werden Turnierart (Formal- oder Informalturnier), die Art der zugelassenen Kompositionen (zum Beispiel Zweizüger oder bauernlose Kompositionen), gegebenenfalls zusätzliche Informationen (ob Märchenfiguren und welche Zwillingsbildungen erlaubt sind und ob es Beschränkungen hinsichtlich der Anzahl der eingereichten Kompositionen gibt), die Adresse des Turnierleiters, der oder die Preisrichter, der Preisfonds (falls vorhanden) sowie der Einsendeschluss. Preisrichter und Turnierleiter können die gleiche Person sein.
Nach Einsendeschluss übergibt der Turnierleiter den Preisrichtern die eingesandten Kompositionen, bei Formalturnieren in neutralisierter Form: Die Namen der Autoren bleiben den Preisrichtern unbekannt. Die Preisrichter beurteilen diese und vergeben Auszeichnungen. Auszeichnungen sind in der Regel Preise, ehrende Erwähnungen und Lobe; mitunter gibt es auch Spezialpreise, spezielle ehrende Erwähnungen und Speziallobe. Die Vergabe spezieller Auszeichnungen liegt im Ermessen des Preisrichters, ihr Grund kann sehr unterschiedlich motiviert sein. Können zum Beispiel Beiträge nicht nach herkömmlichen Kriterien bewertet werden, weil sie einen bestimmten Task zeigen, so kann dies zum Kompromiss einer speziellen Auszeichnung führen. Die Preisrichter veröffentlichen einen Preisbericht, in dem sie ihr Urteil mitteilen.
Nach Veröffentlichung des Preisberichts besteht eine Frist (in der Regel drei Monate), in der Einwände anderer bezüglich Korrektheit, Thematik, Vorgänger und andere Mängel vorgebracht werden können. Diese verlängert sich normalerweise nicht, wenn etwa ein neu als inkorrekt befundenes Stück verbessert wurde. Nach Ablauf der Frist entscheiden die Preisrichter, ob der Preisbericht anhand von Einwänden geändert wird. Ist das der Fall, so erscheint ein endgültiger Preisbericht. Ansonsten wird der ursprüngliche Bericht endgültig.

## Glossar
Es hat sich hier ein eigenständiges Vokabular herausgebildet, das auch immer wieder durch neue Ideen erweitert wird. In diesem und insbesondere im folgenden Abschnitt kann daher nur eine Auswahl der Fachbegriffe wiedergegeben werden.
- Abspiel: In der Schachkomposition allgemein ein analoger Ausdruck für eine → Variante oder häufiger im engeren Sinne für einen Teil (oder eine Zugfolge innerhalb) einer Variante.
- Antikritischer Zug, auch Antikritikus: Das Überschreiten eines Feldes durch eine Figur zwecks Vermeidung einer späteren → Verstellung. Die nähere Bezeichnung des jeweiligen Antikritikus bestimmt sich nach der Art der Verstellung.
- Aristokrat: Ursprünglich wurde als Aristokrat eine bauernlose Aufgabe mit den restlichen 16 in der Partiegrundstellung vorhandenen Steinen bezeichnet, später wurde das Wort für prinzipiell jede bauernlose Schachkomposition verwendet.
- Auswahlschlüssel: Unter scheinbar gleichwertigen Zügen ist der → Schlüsselzug auszuwählen, um für den späteren Lösungsverlauf Vorsorge zu treffen oder eine Selbstschädigung zu vermeiden.
- Basisplan: Der Basisplan ist die klar umrissene, mit Matt endende Angriffsabsicht einer Schachkomposition im Stile der Neudeutschen Schule und wurde 1981 von Herbert Grasemann eingeführt. Seine Ausführung setzt die vorherige oder gleichzeitige Beseitigung (Vorbereitungs- oder Auswahlkombination) eines oder mehrerer ihm entgegenstehender → Hindernisse voraus.
- Belegverführung: Eine → Verführung, die freie → Satzspiele mit (im Wesentlichen) denselben Schädigungseffekten wiederholt.
- Beweispartie: Eine Beweispartie (Abkürzung: BP) ist eine Zugfolge, mit der eine gegebene Stellung (Satzstellung) aus der Partieausgangsstellung erreicht (erspielt) werden kann. Dabei sind natürlich nur legale, d. h. den üblichen Schachregeln entsprechende Züge erlaubt.
- Block, Kurzform für Blockung: Ein Stein (meist der schwarze König) kann ein Feld nicht betreten, weil dieses durch einen weiteren Stein der eigenen (beim Bauern auch der gegnerischen) Partei besetzt („geblockt“) ist. Beispiel: Aufgabe von Anton Nowotny.
- Blockpunkt: Ein Feld, auf dem zwei (oder mehr) Steine gleicher Farbe einander lösungswirksam blockieren (können).
- Blockung: Siehe unter → Block.
- Bonus Socius: Die Bezeichnung für ein in Florenz von einem unbekannten Autor erschienenes lateinisches Traktat aus der zweiten Hälfte des 13. Jahrhunderts mit einer Sammlung von fast 200 → Mansuben, die fahrenden Schachspielern dazu diente, in Schenken und an Fürstenhöfen die Zuschauer mit überraschenden Problemwendungen zu verblüffen und zu Wetten zu veranlassen.
- Brennpunkte: Zwei oder mehr (Matt-)Felder, die nicht auf ein und derselben Wirkungslinie einer langschrittigen Figur liegen. Beispiel bei Walther Freiherr von Holzhausen.
- Civis Bononiae: Eine mittelalterliche Sammlung von → Mansuben eines unbekannten Autors von Bologna aus dem 14. oder 15. Jahrhundert, die noch deutlicher als der → Bonus Socius die Schwäche des Fers (später die Dame) und des Elefanten (auch Alfil, später der Läufer) aufgrund ihrer begrenzten Zugweise zeigt, da nahezu alle Kombinationsmöglichkeiten ausgeschöpft waren.
- Differenzierung: Es drohen gleichzeitig mehrere Matts oder Mattführungen; gegnerische Züge bewirken, dass jede der → Drohungen zumindest einmal allein verwirklicht wird.
- Drohung: Eine Mattsetzung oder -führung, die erfolgen würde, wenn die gegnerische Partei als Antwort auf einen Zug nicht zöge. Zu → Varianten führen diejenigen gegnerischen Züge, welche die Drohung parieren.
- Drohzuwachslenkung: Die → Lenkung gegnerischer Steine im → Sicherungsplan zwecks Erhöhung der Anzahl der → Drohungen (im Vergleich zum → Probespiel).
- Dual: Partielle → Nebenlösung, vom Komponisten unbeabsichtigte Abweichung in seiner Lösung im zweiten oder in einem späteren Zug durch Weiß (beim Hilfsmatt auch durch Schwarz). Ein Dual entwertet eine Schachkomposition, wenn er in einer relevanten → Variante (Hauptvariante) vorkommt (sonst Dual minor, der nicht als entwertend angesehen wird). Eine → Unterverwandlung eines Bauern im Mattzug in einen Turm oder Läufer anstelle der Dame zählt nicht als Dual. Eine Abweichung in einer Studie, die das gleiche Manöver verzögert herbeiführt, wird nicht als Dual angesehen.
- Duellaufgabe: Eine Schachkomposition, in der zwei Steine unterschiedlicher Farbe einander in bestimmter Weise bekämpfen.
- Duett: Zwillingsaufgabe mit thematisch zusammengehörenden Inhalten, jedoch stellungsmäßig beträchtlichen Abweichungen.
- Duplex: Eine Form der Bildung von → Zwillingen, bei der die Problemforderung sowohl wie üblich als auch unter Rollentausch von Weiß und Schwarz zu erfüllen ist.
- Echomatts: Ein Mattbild ergibt sich mehrmals auf anderen Feldern; gelangt der mattgesetzte König dabei auf Felder verschiedener Farben, so spricht man von einem Farbwechselecho.
- Echowendung: Eine durch Spiegelung, Verschiebung oder Drehung einer Figurengruppe sich wiederholende Wendung (Kombination, Manöver, Zugfolge). Beim Achsenecho sind die Stellungen um eine Symmetrieachse gedreht, beim Reihenecho sind sie auf – orthogonalen oder diagonalen – Reihen nebeneinander angeordnet.
- Erstdarstellung: Eine Schachkomposition, in der ein bestimmtes → Thema oder eine gewisse Idee nachweislich zum ersten Mal umgesetzt worden ist.
- Erstzug: Bezeichnet den ersten Zug des Anziehenden in einer bestimmten Phase der Gesamtlösung einer Schachkomposition; in der Phase der Lösung (→ reelles Spiel) gleichzusetzen mit dem → Schlüsselzug.
- Fernblock, auch Vorausblock: Ein Fernblock ist ein Stein, der erst nach → Lenkung eines Themasteins (meist des schwarzen Königs) an diesen Stein als → Block genutzt wird. Beispiele bei Michail Marandjuk, Wilhelm Maßmann und Rudolf Teschner.
- Fesselungsmatt: Ein Matt im Wirkungsbereich eines gefesselten gegnerischen Steins, der also ohne die → Fesselung verteidigen könnte.
- FIDE-Album: Das FIDE-Album ist eine Anthologie der besten Schachkompositionen, die seit 1956 vom jugoslawischen Schachkomponisten Nenad Petrović unter der Ägide des Weltschachbundes herausgegeben wird. Die Anzahl der in den FIDE-Alben vertretenen Kompositionen entscheidet auch über die Verleihung von internationalen Titeln, wie z. B. den „Internationalen Großmeister für Schachkomposition“.
- Fluchtfeld: Ein von der gegnerischen Partei unkontrolliertes Feld, über das eine Figur (meist der König) einem Angriff (etwa Schachgebot) entrinnen kann.
- Flurmatt: Die spezielle Bezeichnung für ein → Grundreihenmatt im engeren Sinne.
- Fortsetzungsproblem: Eine Schachkomposition, bei der nach ausgeführtem → Schlüsselzug eine neue Forderung entsteht.
- Führung: Die freiwillige Stellungsänderung eines Steins, wobei freiwillig in dem Sinne zu verstehen ist, dass die Bewegung dieses Steins sich für seine Seite als nützlich erweist oder erweisen soll.
- Gib-und-Nimm-Schlüssel: Ein → Schlüsselzug, der dem gegnerischen König ein (oder mehrere) → Fluchtfelder gleichzeitig gibt (fluchtfeldgebender Schlüssel) als auch nimmt (fluchtfeldnehmender Schlüssel).
- Good Companion, Kurzform von Good Companion Chess Problem Club: Ein berühmter, vom US-amerikanischen Schachkomponisten James F. Magee 1913 in Philadelphia gegründeter Problemverband, der sich rasch zu einer weltweiten Vereinigung mit über 600 Mitgliedern ausweitete und im Verlauf seiner 11-jährigen Existenz eine eigene dem Schachproblem gewidmete Zeitschrift herausgab.
- Grundreihenmatt: Ganz allgemein jede Mattsetzung des Königs auf der ersten oder achten Reihe oder im engeren Sinne ein Matt auf der ersten oder achten Reihe durch die Dame oder den Turm, vor allem dann, wenn der rochierte König kein Luftloch besitzt.
- Häufungsaufgabe: Eine Schachkomposition, bei der ein Motiv der Mattführung oder ein bestimmtes → Thema mehrfach auftritt. Tritt ein Motiv oder Thema zwei- oder dreimal auf, spricht man von Doppel- respektive Dreifachsetzung.
- Hauptplan: Begriff der Neudeutschen Schule für den → Basisplan einer Vorbereitungskombination.
- Hindernis: Im neudeutschen Sinne ein Umstand, der im → Probespiel den Erfolg des → Basisplans vereitelt und dessen Wirkung von einem → Sicherungsplan beseitigt werden kann. Dabei ist ein Hindernis gegeben durch das Dasein oder Fehlen der Masse oder Kraft einer Figur.
- Idealmatt: Ein → Mustermatt, an dem sämtliche Schachfiguren (auch die schwarzen) aktiv mitwirken. Beispiel bei Alexander Galizki.
- Irreparable Drohung: Eine → Drohung, die nicht widerlegt bzw. pariert werden kann.
- Kodex: Der Kodex ist die Zusammenfassung der allgemeinen Richtlinien der Schachkomposition. Er enthält unter anderem Hinweise darauf, wann eine Schachkomposition inkorrekt ist und wie Kompositionsturniere organisiert werden sollten.
- Kombination: Die Koordinierung der Wirkungen mindestens zweier Züge einer Farbe. Es werden direkte und indirekte Kombinationen im Angriff und in der Verteidigung unterschieden, wobei Weiß oder Schwarz mit den Wirkungen weißer oder schwarzer Züge manövriert.
- Konstruktionsaufgabe: Eine Schachkomposition mit der Forderung, eine Stellung zu konstruieren, die bestimmte Bedingungen erfüllt. Von besonderem Interesse sind hier Höchstleistungen (Rekordkonstruktionen).
- Kritischer Zug, auch Kritikus: Das Überschreiten eines Feldes durch eine Figur zwecks Ermöglichung einer späteren → Verstellung, wie im Indischen Problem. Die nähere Bezeichnung des jeweiligen Kritikus bestimmt sich nach der Art der Verstellung.
- Leitplan: Begriff der Neudeutschen Schule für den → Basisplan einer Auswahlkombination.
- Lenkung: Zwang einer gegnerischen Figur zu schädigenden Zügen.
- Letztform: Die Form (Stellung) einer Schachkomposition, in der ein problem- oder studienschachlicher Gedanke in (vermutlich) künstlerisch unübertrefflicher Weise dargestellt worden ist.
- Lösungsknick: Der nach starkem schwarzen Gegenspiel wieder die weiße Initiative bewirkende und im Drohspiel nicht enthaltene Zug in einem Verteidigungsproblem.
- Mansube: Altarabische endspielartige Schachkomposition, Vorläuferin der modernen Schachkomposition. Ihr wesentliches Merkmal ist, dass die Mattführung der einzige Gewinnweg überhaupt ist.
- Mattaufgabe: Eine Schachkomposition, in der bei bestmöglicher Verteidigung der Anziehende die gegnerische Partei spätestens nach der geforderten Anzahl von Zügen mattsetzen muss.
- Mehrzüger: Eine Schachkomposition, die zu ihrer Lösung mehr als drei Züge benötigt.
- Meredith: Eine Schachkomposition mit insgesamt 8 bis 12 Steinen. Diese Bezeichnung wurde vom → Good Companion Chess Problem Club für die Anzahl an Steine erfüllende Zweizüger zu Ehren des US-amerikanischen Schachkomponisten William Meredith vergeben; wird jedoch heutzutage gelegentlich auch für entsprechende Dreizüger verwendet.
- Miniatur: Eine Schachkomposition mit insgesamt maximal sieben Steinen. Der Begriff wurde 1902 von Oscar Blumenthal eingeführt.
- Minimal: Eine Schachkomposition, bei der Weiß in der Ausgangsstellung (Satzstellung) neben seinem König nur noch eine Figur hat. Der Ausdruck wurde 1924 von Ado Kraemer eingeführt. Opfert Weiß hingegen alle Figuren bis auf zwei, so handelt es sich um ein Opferminimal.
- Modellmatt: Analoger Ausdruck für → Mustermatt.
- Mustermatt: Ein Mattbild, bei dem das Matt zugleich → rein wie auch → ökonomisch ist. (Vorhandene Fesselungen und Doppelschachs sind erlaubt.) Das Mustermatt spielt eine besondere Rolle in Kompositionen der Böhmischen Schule, in denen wenigstens drei Mustermatts zu erwarten sind. Ein Mustermatt wird allgemein als sehr ästhetisch angesehen.
- Nebenlösung: Eine weitere, vom Autor (Verfasser) unbeabsichtigte Lösung in Form von zusätzlichen → Schlüsselzügen oder sonstigen, dem Lösungsverlauf nicht entsprechenden Zügen, d. h., im Gegensatz zum → Dual beginnt die Abweichung der Lösung schon mit dem Schlüsselzug. Dadurch ist die Schachkomposition entwertet, und man bezeichnet sie als „gekocht“.
- Ökonomisches Matt: Ein Mattbild, bei dem alle Figuren der mattsetzenden Partei (außer König und Bauern) am Matt beteiligt sind.
- Opferminimal: Siehe unter → Minimal.
- Opferschlüssel: Ein → Schlüsselzug, der direkt oder indirekt einen oder mehrere Steine opfert.
- Parade: Ganz allgemein die Antwort der anderen Seite (Gegenzug) oder im strengeren Sinne der Verteidigungszug der gegnerischen Partei mit dem Ziel des Abwehrens einer → Drohung, am besten durch einen Gegenangriff.
- Parakritikus: Die kritische → Führung eines Steins hinter einen Verstellpunkt, damit der geführte Stein nach der Verstellung nicht mehr geschlagen werden kann.
- Plagiat: Die in der Schachkomposition vorkommende Form der unberechtigten Inanspruchnahme der Urheberschaft, die bei Feststellung in Kompositionsturnieren zum Verlust der Auszeichnung der betroffenen Komposition führt. Siehe auch → Vorgänger.
- Plan: Die vorausschauende und zielgerichtete Überlegung, mit welchen strategischen und taktischen Mitteln Ziele bei der Erfüllung der Forderung einer Schachkomposition erreicht werden können, wobei immer von einer präzisen Stellungsbeurteilung (Analyse) auszugehen ist.
- Position: Anderer Ausdruck für eine Stellung auf dem Schachbrett oder im Diagramm, d. h. die nach jedem Zug sich ergebende weiße und schwarze Figurenkonstellation bzw. Bauernformation.
- Probespiel: Probespiel heißt das Gedankenexperiment in einem logisch-neudeutschen Schachproblem, den → Basisplan ungesichert, d. h. ohne → Sicherungsplan, durchzuführen. Dieser Begriff, der von fundamentaler Bedeutung im Bereich der Neudeutschen Schule ist, wurde 1928 von Walther Freiherr von Holzhausen eingebracht und sollte die wenig zutreffende Bezeichnung „ideegemäße Verführung“ ersetzen.
- Pseudo-Zweizüger: Drei- und mehrzügige Schachprobleme, bei denen das Satzspiel ein Matt in zwei Zügen ergibt.
- Rahmenmatt: Analoger Ausdruck für → Spiegelmatt.
- Reelles Spiel: So bezeichnet man im Gegensatz zum → virtuellen Spiel das tatsächliche Lösungsspiel eines Schachproblems, das sich aus dem → Schlüsselzug und den einzelnen Verzweigungen der Lösung (→ Varianten, Abspiele) zusammensetzt.
- Reines Matt: Ein Mattbild, bei dem das Mattfeld und die → Fluchtfelder des mattgesetzten Königs nur aus jeweils einem Grund nicht betreten werden dürfen.
- Rex solus: Ein Schachproblem, bei dem eine Seite (normalerweise Schwarz) nur den König besitzt.
- Richtplan: Veralteter Begriff der Neudeutschen Schule für den → Sicherungsplan einer Auswahlkombination.
- Satzspiel: Die sich ergebenden → Varianten, wenn man in der Ausgangsstellung (Satzstellung, „Satz“ = „so wie gesetzt“) nicht die am Zug befindliche Partei, sondern die andere (gewöhnlich Schwarz) ziehen lässt, d. h., wenn man annimmt, dass die eigentlich anziehende Partei bereits gezogen hat (ohne → Schlüsselzug). Kann der Forderung der Schachkomposition dabei genügt werden, spricht man von einem vollständigen Satz (-spiel). Kann der Forderung der Schachkomposition nicht genügt werden, existieren aber dennoch ein paar Mattführungen, die dieser genügen, so bezeichnet man diese Varianten als freie Satzspiele.
- Schachschlüssel: Ein → Schlüsselzug, der dem gegnerischen König Schach bietet.
- Schlagschlüssel: Ein → Schlüsselzug, der einen gegnerischen Stein schlägt.
- Schlüsselzug: Erster, vom Verfasser (Autor) der Schachkomposition beabsichtigter Zug im Lösungsverlauf. Je nach Art und Weise dieses Zuges wird dabei zwischen verschiedenen Schlüsseln unterschieden, wie z. B. Gib-und-Nimm-Schlüssel, → Opferschlüssel, → Schachschlüssel oder → Schlagschlüssel. Im erweiterten Sinne ist er aber auch der entscheidende Zug zur Lösung einer problemhaften Stellung und demzufolge nicht unbedingt der Erstzug der anziehenden Partei.
- Schnittpunkt: Ein Feld, auf dem eine langschrittige Figur durch einen anderen Stein verstellt werden kann; handelt es sich bei Letzterem ebenfalls um eine langschrittige Figur, so sind auch wechselseitige Verstellungen möglich, andernfalls nur eine einfache.
- Serienzüger: Eine (heterodoxe) Forderung in einem Schachproblem, bei der die anziehende Partei alle Züge hintereinander ausführt. Im Falle eines Hilfs- und Selbstmatts hat danach die gegnerische Partei genau einen Zug, in dem das Matt erfolgen muss (Mattzug). Ein → Satzspiel gibt es damit nur in letzterem Falle.
- Sicherungsplan: Der Sicherungsplan einer Schachkomposition im Stile der Neudeutschen Schule ist das hindernisbeseitigende Manöver. Seine Ausführung stellt den Erfolg des → Basisplans sicher.
- Spiegelmatt: Ein Mattbild, bei der alle acht Nachbarfelder des mattgesetzten Königs unbesetzt sind.
- Stammproblem: Eine Schachkomposition, in der ein bestimmtes Thema oder eine gewisse Idee – nicht unbedingt erstmals – dargestellt worden ist und die dafür als Referenz herangezogen wird.
- Stiller Zug: Ein Schachzug, der weder Schach bietet noch einen gegnerischen Stein schlägt.
- Task: Ein Task ist eine Rekordaufgabe, also die Verwirklichung einer Idee mit der theoretisch maximal möglichen Mehrfachsetzung. Das „sportliche“ Element („schaff ich’s korrekt?“) steht im Vordergrund. Beispiele sind Babson-, Keym- und Valladão-Task. Siehe auch → Häufungsaufgabe.
- Tempogewinn: Im Vergleich mit einem anderen Vorgehen wird eine Stellung so erreicht, dass man selbst am Zuge ist; das Mittel zu dessen Herbeiführung ist die Beschäftigungslenkung.
- Tempoverlust: Im Vergleich mit einem anderen Vorgehen wird eine Stellung so erreicht, dass die gegnerische Partei am Zuge ist; herbeigeführt werden kann er durch die Lenkung einer gegnerischen Figur.
- Thema: Als Thema wird der Inhalt oder die Idee des Verfassers (Autor) einer Schachkomposition bezeichnet. Beispiele sind die Allumwandlung, das Berlin-Thema, der Matt- oder der Paradenwechsel.
- Totalparade: Eine Parade, die beim Auftreten von Mehrfachdrohungen diese alle pariert.
- Variante: Eine Zugfolge, die sich durch unterschiedliche Antworten (Paraden) der gegnerischen Seite auf einen bestimmten Zug des Anziehenden ergibt. Man unterscheidet zwischen thematischen, zusätzlichen und technischen (konstruktionsbedingten) Varianten.
- Vektor: Die Verbindungslinie zwischen einem Brennpunkt und einer diesen verteidigenden langschrittigen Figur.
- Verführung: Dies ist beim direkten Matt und beim Selbstmatt ein weißer Anfangszug, der das Problem „fast löst“, aber doch von einem Verteidigungszug des Schwarzen auf eindeutige Weise widerlegt wird.
- Version: Eine Schachkomposition, die eine Adaption einer früheren darstellt, sei es zur Verbesserung ihrer Ökonomie (Kraft, Raum, Zeit) oder zur Eliminierung einer eventuell vorhandenen Nebenlösung.
- Verteidigungsproblem: Schachkomposition, bei der die schwarze Verteidigung so stark ausgeprägt ist, dass sie zum Thema wird, d. h., dass die Idee der Komposition im schwarzen Gegenspiel zum Ausdruck kommt. Die schwarze Verteidigungsidee muss auf jeden Fall das weiße Spiel stark beeinflussen, sei es dadurch, dass eine Verzögerung der Lösung erreicht wird (Streckparade), oder dadurch, dass eine Planänderung oder eine bestimmte Planwahl des Weißen notwendig wird.
- Vielzüger: Eine Schachkomposition mit (sehr) hoher Zügezahl. Diese Gattung wurde populär durch Ottó T. Bláthy.
- Virtuelles Spiel: Auch Scheinspiel oder Trugspiel genannt. So bezeichnet man im Gegensatz zu dem in der Lösung selbst stattfindenden Spiel das, was im Satzspiel und in den Verführungen geschieht; für den Inhalt des Schachproblems ist vielfach dieses virtuelle Geschehen von wesentlicher Bedeutung.
- Vorausblock: Siehe unter → Fernblock.
- Vorgänger, auch antizipierte Aufgabe: Mit diesem Ausdruck wird eine Schachkomposition bezeichnet, die durch eine frühere Veröffentlichung in Bezug auf Inhalt und Darstellungsform vorweggenommen wurde und deshalb von Turnieren ausgeschlossen oder in Turnieren ausgesondert wird und eine eventuell zugesprochene bzw. bereits erhaltene Auszeichnung aberkannt bekommt.
- Vorplan: Begriff der Neudeutschen Schule für den → Sicherungsplan innerhalb einer Vorbereitungskombination.
- Wartezug: Ein Zug von abwartender oder zurechtstellender, an der Stellung nichts zerstörender Natur.
- Wenigsteiner: Eine Schachkomposition mit insgesamt maximal vier Steinen. Der Begriff wurde von Albert Heinrich Kniest eingeführt.
- Wirkungsfeld: Das Feld einer Wirkungslinie, von dem der → Wirkungsstein nach der Verstellung schädlich abgeschnitten ist.
- Wirkungsstein: Die den → Schnittpunkt überschreitende Figur.
- Zeroposition: Im Hilfsmatt ist eine Zeroposition eine Stellung, in der noch Veränderungen vorgenommen werden müssen, bevor sie gelöst werden kann. Beispielsweise könnte jeweils eine andere Figur entfernt werden.
- Zweckökonomie: Zweckökonomie in ihrer allgemeinen Form liegt dann vor, wenn ein Manöver eine gewisse Anzahl von Zwecken erfüllt, von denen jeder einzelne zur Bestimmung des Manövers zwingend nötig ist.
- Zugzwang: Es droht nichts, die gegnerische Partei gerät nur deshalb in Nachteil, weil sie ihrer Zugpflicht genügen muss. Varianten ergeben sich hier auf jeden gegnerischen Zug.
- Zweispänner: Es werden zwei Lösungen gefordert, beide aus der Ausgangsstellung (anders als beim Zwilling, wo es zwei Ausgangsstellungen gibt). Ein Beispiel für einen Hilfsmatt-Zweispänner findet sich bei John Niemann.
- Zweizüger: Mattaufgabe eines Schachproblems mit der Forderung, in zwei Zügen mattzusetzen.
- Zwilling: Hier handelt es sich um zwei Schachkompositionen, bei denen die Stellungen sehr ähnlich sind. Oft steht nur ein einziger Stein (aber nicht der Hauptakteur) auf einem anderen Feld, oder die Farbe eines Steines wechselt, oder zwei Steine sind vertauscht, oder das Brett ist gedreht/gespiegelt, oder alle Steine sind um eine Linie bzw. Reihe versetzt. Trotz solch relativ kleiner Veränderung unterscheiden sich die Lösungen oft erheblich.

## Häufige Themen, Kombinationen, Manöver
- Abfang (-Idee): Der Abfang einer gegnerischen Figur (oder mehrerer) mit Nutzung der danach entstehenden Zugzwanglage, indem die gegnerische Partei zu einem schädlichen Zug veranlasst wird, der Matt zur Folge hat.
- Albino: Häufungsaufgabe – Alle vier möglichen Züge eines weißen Bauern von der zweiten Reihe werden ausgeführt.
- Allumwandlung: Differenzierte Darstellung aller vier (orthodoxen) Bauernumwandlungen in einer Schachkomposition, die auch auf verschiedene Bauern verteilt sein dürfen.
- Anti-Albino: Häufungsaufgabe – Alle möglichen Züge eines weißen Bauern, sein Feld auf der vierten Reihe zu erreichen. Vgl. → Albino.
- Anti-Batterie: Der Angriff einer Märchenschachfigur auf einen gegnerischen Stein, indem eine Masse in die Linie zwischen beiden Figuren hineingezogen wird. Vgl. → Batterie.
- Anti-Block: Siehe unter → Entblockung.
- Anti-Pickaninny: Häufungsaufgabe – Alle möglichen Züge eines schwarzen Bauern, sein Feld auf der fünften Reihe zu erreichen. Vgl. → Pickaninny.
- Babson (-Task): Eine → Häufungsaufgabe, bei der in vier → Varianten auf die vier Umwandlungsmöglichkeiten eines schwarzen Bauern konsekutiv jeweils die analoge Umwandlung eines weißen Bauern folgt, wobei jeder der beiden Bauern in allen vier Varianten immer die gleiche Bewegung ausführen muss. Bilden die vier Umwandlungspaare stattdessen einen (vollständigen) Zyklus, spricht man vom zyklischen Babson.
- Bahnung: Ein Stein wird auf einer Linie so weit vorgezogen (über einen → Schnittpunkt hinweg), dass er nicht mehr mitspielt, nur um einen anderen Stein auf derselben Linie vorziehen zu können. Sie unterscheidet sich von der → Linienräumung nur dadurch, dass beide Steine in dieselbe Richtung ziehen. Das Thema der Vorausbahnung wird auch als Bristol-Thema bezeichnet (nach seinem Erstdarsteller Frank Healey).
- Batterie: Auf den gegnerischen König gerichtete Abzugskonstellation zweier Steine; wenn beim Abzug des maskierenden Steins der aufgedeckte Stein selbst schachbietet (Abzugsschach), so handelt es sich um eine direkte, deckt dieser dabei nur ein → Fluchtfeld des Königs, um eine indirekte Batterie.
- Berlin-Thema: In (mindestens) einem → Probespiel wird die falsche Partei mattgesetzt. Durch einen oder mehrere → Sicherungspläne wird der falsche Mattzug zwar nicht verhindert, aber zu einem harmlosen Schachgebot abgeschwächt, worauf die gegnerische Partei ihr eigenes Matt nicht mehr verhindern kann.
- Bivalve: Siehe unter → Sperrwechsel.
- Blockade: Eine Blockade ist die Verstellung eines gegnerischen Bauern durch eine Figur. Der von Aaron Nimzowitsch geprägte Begriff für dieses Manöver ist häufig in Schachstudien thematisiert. Beispiel bei Paul Heuäcker.
- Damenkreuz: Ein → Task, bei dem die Dame auf möglichst viele Weisen mattsetzt. Im Zweizüger ergeben sich bis zu zwölf Möglichkeiten, wenn die Positionen von Dame und gegnerischem König sich um drei Reihen und eine Linie (oder drei Linien und eine Reihe) unterscheiden.
- Dombrovskis: Zweizügeraufgabe – In der Lösung folgen die thematischen Mattzüge paradoxerweise gerade nach jenen schwarzen Zügen, an denen sie als → Drohungen der → Verführungen scheitern.
- Dresdner: Ein Schaltmechanismus in Kompositionen der Neudeutschen Schule, bei dem je nach Typus im → Sicherungsplan durch → Lenkung gewisse Verteidiger ein- bzw. ausgeschaltet werden. Für ein Beispiel siehe unter Friedrich Palitzsch.
- Dualvermeidung: Eine schwarze → Parade bewirkt eine Schädigung, die zwei weiße Antworten nutzen könnten, die ausschließlich diese Schädigung ausnutzen. Ein zusätzlicher Effekt der schwarzen Parade verhindert aber eines der beiden Matts. In der Regel wird erwartet, dass in einer anderen → Variante das andere Matt ebenfalls durch Dualvermeidung → differenziert wird.
- Entblockung: Die → Antiform des → Blocks, d. h. ein direktes schwarzes Manöver gegen einen drohenden Block durch dessen Aufhebung in Form des Wegzuges oder Schlagens des blockenden Steines, auch Anti-Block oder veraltet Verblockung genannt.
- Entfesselung: Das Aufheben bzw. Beseitigen einer → Fesselung, möglich direkt durch Schlagen oder Vertreiben der fesselnden Figur, indirekt durch Zwischenziehen eines Steines auf die Fesselungslinie (→ Halbfesselung) und damit deren Unterbrechung oder wiederum direkt durch Wegzug des Königs bei der echten bzw. einer Figur bei der unechten Fesselung von der Fesselungslinie.
- Excelsior: Die Darstellung des Marsches eines Bauern von seinem Ausgangs- zu einem Umwandlungsfeld, im engeren Sinne in nur den mindestens nötigen fünf Zügen; Spezialfall eines (erstmals von Tartakower so genannten) quecksilbrigen Bauern.
- Fesselung: Ein Stein wird durch eine gegnerische Figur so angegriffen, dass er ein Feld oder eine Linie bzw. Reihe nicht verlassen kann, er also am Wegziehen gehindert ist, weil er damit direkt den eigenen König einem Schachgebot aussetzen würde oder indirekt das Schlagen einer materiell oder strategisch wertvollen Figur hinnehmen müsste.
- Fleck-Thema: Weiß droht gleichzeitig n Matts an. Jede Verteidigung wendet bis auf jeweils eine → Drohung alles ab, sodass die Mehrfachdrohung in n verschiedene Matts vereinzelt wird.
- Funktionswechsel: Zwei (oder mehrere) Steine vertauschen im Laufe einer (mehrzügigen) → Variante oder zwischen zwei Varianten einer Phase oder zwischen zwei (oder mehreren) Phasen ihre Funktionen.
- Gamage: Zweizügeraufgabe – Nach dem → Schlüsselzug ist eine schwarze Figur gefesselt. Durch den Mattzug kann diese zwar von ihrer → Fesselung direkt befreit werden (direkte Entfesselung), aber durch die vorherige Verteidigungsparade mit Selbstverstellung als zusätzlichem schädlichen Effekt wurde ihre seitliche Abwehrkraft aufgehoben.
- Goethart: Zweizügeraufgabe – Nach dem → Schlüsselzug ist eine schwarze Figur gefesselt. Durch den Mattzug kann diese durch → Verstellung zwar von ihrer Fesselung befreit werden (indirekte Entfesselung), aber durch die vorherige Verteidigungsparade mit Selbstverstellung als zusätzlichem schädlichen Effekt wurde dieser ihre Abwehrkraft genommen.
- Grimshaw: (Wechselseitige) → Verstellung zweier ungleichschrittiger schwarzer Figuren in ihrem → Schnittpunkt ohne weißes Opfer (im Unterschied zum → Nowotny). Diese Kombination ist benannt nach Walter Grimshaw. Ein besonders schönes Beispiel eines Grimshaw findet sich im Artikel über „Die Schwalbe“.
- Guillotinen-Thema: Anderer Name für → Mausefalle-Thema.
- Halbbatterie: Zwei Steine gleicher Farbe verstellen die Wirkungslinie eines eigenen Langschrittlers. Nach Wegzug eines Verstellsteins entsteht eine → Batterie.
- Halbfesselung: Zwischen der Wirkungslinie eines Langschrittlers und der gegnerischen Figur befinden sich zwei weitere Steine von der Farbe der angegriffenen Figur. Zieht einer dieser Steine aus der Wirkungslinie des Langschrittlers, wird der andere Stein gefesselt.
- Holst-Umwandlung: Eine durch → Sicherungsplan erzwungene Umwandlung eines Bauern in die unzureichende Verteidigungsfigur; zumeist eine schwarze → Unterverwandlung.
- Inder: Eine weiße Figur überschreitet einen → Schnittpunkt zu dem einzigen Zweck, dass sie von einer anderen weißen Figur verstellt werden kann (→ kritischer Zug). Vgl. Indisches Problem.
- Java-Thema: Linienkombination mit → Dualvermeidung – Zwei Felder im Bereich des gegnerischen Königs sind durch je zwei langschrittige Figuren gedeckt (Überdeckung). In den zwei thematischen → Paraden wird eine der beiden Deckungslinien verstellt, sodass eines der Felder nur noch einmal gedeckt ist. Von zwei scheinbar möglichen Mattzügen führt daher nur derjenige zum Matt, der nicht mit einer Verstellung der noch offen gebliebenen Deckungslinie verbunden ist.
- Keym-Task: Eine → Häufungsaufgabe mit der Darstellung von → Allumwandlung, → Excelsior und → Valladão.
- Kontrawechsel: Zwei weiße Züge führen wechselseitig jeweils auf eine Entgegnung zum Matt und scheitern an der anderen; ermöglicht dann der → Schlüsselzug beide Mal das entsprechende Matt, so liegt eine Kontrawechselkombination vor. Dabei wird zwischen der Auswahl von drei Zügen eines Steins oder zwischen drei Zugpaaren von zwei Steinen (Kontrawechsel mit Umstellung) unterschieden.
- Kraemer-Thema: Weiß verliert ein Tempo, indem er zwischen den Pendelbewegungen einer Figur das Opfer einer anderen, ursprünglich eingesperrten, Figur einschiebt. Diese Aufgabenstellung mit → Zugwechsel ist benannt nach zwei von Ado Kraemer ausgeschriebenen Thema-Turnieren.
- Kreuzfesselung: Die zweimalige → Fesselung einer Figur.
- Kreuzflucht: Eine Figur (etwa der schwarze König) flieht in den verschiedenen → Abspielen auf die vier horizontal bzw. vertikal benachbarten Felder.
- Kreuzschach: Ein von einer langschrittigen Figur gegebenes Schach wird gekreuzt, also mittels Dazwischenstellen eines Steines abgedeckt, während dieser gleichzeitig selbst Schach bietet (Gegenschach). Dies erfordert im Zweizüger Batteriespiel. Das Thema wurde von Alain Campbell White näher untersucht und als Begriff eingeführt.
- Larsen-Task: Eine → Häufungsaufgabe, in der ein Zweizüger so zu konstruieren ist, dass auf dem gleichen Mattfeld ein Maximum von Mattzügen erreicht wird.
- Lewman: Weiß droht, im Mattzug eine maskierte weiße Linie zu öffnen, gleichzeitig aber eine andere weiße Linie, die auf das Themafeld zielt, zu verstellen. Schwarz verteidigt sich durch Verstellung der maskierten weißen Linie.
- Linienräumung: Ein Stein wird auf einer Linie zurückgezogen (wobei er einen → Schnittpunkt überschreitet), sodass er nicht mehr mitspielt, nur um einen anderen Stein auf dieser Linie vorziehen zu können. Diese Idee stammt von Samuel Loyd. Sie unterscheidet sich vom → Turton darin, dass der räumende Stein nicht mehr gebraucht wird; von der → Bahnung dadurch, dass die beiden Steine in verschiedene Richtungen ziehen.
- Mari-Thema: Zweizügeraufgabe – Eine weiße Figur wird durch den → Schlüsselzug entfesselt, der gleichzeitig aber einen anderen weißen Stein fesselt. Um eine daraus resultierende Mattdrohung zu widerlegen, hat Schwarz seinerseits diese entfesselte weiße Figur zu fesseln, wobei jedoch der durch den Schlüsselzug gefesselte weiße Stein wieder entfesselt wird und nunmehr mattsetzen kann.
- Mattwechsel: Wechsel der Mattzüge im → Satzspiel oder in der → Verführung auf die Mattzüge im Lösungsspiel. Abarten sind der reziproke Mattwechsel, bei dem die Mattzüge in ihrer Reihenfolge ausgetauscht werden, und der Mehrphasen-Mattwechsel, bei dem sich die Mattzüge sowohl im Satzspiel als auch in einer (oder mehreren) Verführung(en) gegenüber den gleichen schwarzen Paraden im Lösungsspiel ändern.
- Mausefalle-Thema: Schnittpunktkombination, bei der ein weißer Sperrstein das kritische Feld verlässt und wieder betritt, wobei er durch diese Aktion eine gegnerische Figur schädlich einsperrt.
- Moskau-Thema: Nach dem Schlüsselzug droht eine weiße Batterie Doppelschachmatt. Die Parade sperrt eine Mattlinie und greift die andere Mattlinie an.
- Nowotny: Verstellung der Deckungslinien zweier ungleichschrittiger schwarzer Figuren durch schädliche Besetzung ihres → Schnittpunkts mit einem weißen Opferstein. Diese Schnittpunktkombination ist benannt nach Anton Nowotny, für ein Beispiel siehe dort.
- Paradenwechsel: Bei den gleichen Mattzügen im → Satzspiel oder in der → Verführung und denen im Lösungsspiel wechselt Schwarz seine Verteidigungszüge (Paraden).
- Pattfalle: Der versuchte kombinatorische Weg, aus einer schlechteren oder verlorenen Stellung noch ein Remis durch Patt zu erzielen – oft thematischer Inhalt in Schachstudien.
- Pattwanderung: Der König weicht ständig den Schachgeboten einer gegnerischen Figur aus, da beim Schlagen derselben der gegnerische König patt steht und sie demzufolge unverletzbar ist.
- Pendel: Ein Manöver, das die Hin- und Rückbewegung einer Figur oder einer Stellungseinheit beinhaltet.
- Pickaninny: Alle vier möglichen Züge eines schwarzen Bauern von der siebenten Reihe werden ausgeführt.
- Plachutta: Verstellung der Deckungslinien zweier gleichschrittiger schwarzer Figuren (meist Türme) durch Besetzung ihres Schnittpunkts mit einem weißen Opferstein. Diese Schnittpunktkombination ist benannt nach Josef Plachutta, für ein Beispiel siehe dort.
- Planwechsel: Veralteter, von Erich Brunner häufig verwendeter Begriff für → Zugwechsel.
- Radikalwechsel: Zwischen zwei (oder mehreren) Phasen – das sind → Satzspiel, → Verführung(en) und Lösungsspiel – wechseln in den Themavarianten (fast) alle Themazüge (Matt- und Paradenwechsel) und auch das Thema.
- Remisschaukel: Die Herbeiführung einer Stellung, in der eine Seite ein Remis durch Dauerschach oder Zugwiederholung erzwingen kann, ohne die sie aufgrund des gegnerischen materiellen oder positionellen Vorteils verloren wäre und die oftmals als letzte Rettung vor der drohenden Niederlage gesehen werden kann.
- Repertoire-Themen: Ein Sammel- bzw. Oberbegriff für Kompositionsthemen, die sich mit der Darstellung aller Zugmöglichkeiten verschiedener Schachfiguren beschäftigen. Dazu gehören z. B. das → Springerrad, die → Sternflucht des Königs und der Läuferstern, die → Kreuzflucht des Königs und das Turmkreuz sowie die drei Bauernthemen Albino, Pickaninny und Allumwandlung.
- Rückkehr: Wiederkehr einer Figur auf ein schon einmal von ihr besetztes Feld.
- Rundlauf: Die Zuglinien einer bestimmten Figur ergeben eine beliebige geometrische Form, wie z. B. ein Dreieck, Quadrat oder Rechteck.
- Schachprovokation: Ein Zug, der Schachgebote der gegnerischen Seite zulässt.
- Seeberger: Die kritische → Lenkung einer Figur, um sie durch die anschließende Verstellung in ihrer Bewegungsfreiheit einzuschränken.
- Selbstblock: Die schädliche Besetzung (Verstellung) eines → Fluchtfeldes des eigenen Königs.
- Selbstfesselung: Die → Fesselung wird durch einen eigenen Stein – direkt durch den König oder den gefesselten, indirekt durch einen anderen – herbeigeführt.
- Sperrwechsel: Zur Parade öffnet ein Stein die Wirkungslinie einer gleichfarbigen Figur, sperrt dabei gleichzeitig aber schädlich eine andere Wirkungslinie dieser Figur (Valve) bzw. die Wirkungslinie einer anderen Figur gleicher Farbe (Bivalve).
- Springerrad: Ein im Zentrum befindlicher weißer oder schwarzer Springer zieht in den verschiedenen → Abspielen auf alle acht direkt erreichbaren Felder.
- Sternflucht: Eine Figur (etwa der schwarze König) flieht in den verschiedenen → Abspielen auf die vier diagonal benachbarten Felder.
- Stocchi-Block: Ein → Fluchtfeld wird auf drei verschiedene Arten geblockt, was beim Mattsetzen jeweils unterschiedlich benutzt wird. Eine vollkommen neutrale Masse als → Block sollte alle drei Matts ermöglichen.
- Trialvermeidung: Nach einem schwarzen Zug hat Weiß scheinbar drei Matts oder Fortsetzungen, von denen zwei durch einen zusätzlichen Effekt der Verteidigung ausgeschaltet werden.
- Turton: Um eine Verdopplung zweier langschrittiger Figuren auf einer Linie in der richtigen Reihenfolge zu erreichen, überschreitet eine davon auf dieser Linie den → Schnittpunkt ihrer Wirkungslinien. Die klassische Form des Turton geht von zwei ungleich starken weißen Langschrittlern aus (Dame und Turm oder Dame und Läufer); die schwächere Figur wird über den Schnittpunkt zurückgestoßen, um die stärkere nach vorn bringen zu können. Sie ist nach Henry Turton benannt (dort auch das Stammproblem). Beim Loyd-Turton (nach Samuel Loyd) wird die stärkere Figur zurückgestoßen, um die schwächere voranstellen zu können. Der Brunner-Turton (nach Erich Brunner) spielt das für zwei gleiche Figuren (gewöhnlich Türme) durch. Bei der Zepler-Form des Turton (nach Erich Zepler) wird der Schnittpunkt durch Vorstoßen (antikritisch) statt durch Zurückstoßen überschritten.
- Überverwandlung: Eine → Holst-Umwandlung, bei der die schädliche Umwandlung in eine Dame erzwungen wird.
- Valladão (-Task): Eine → Häufungsaufgabe, bei der das Vorkommen aller „Sonderzüge“ (Rochade, Bauernumwandlung und en-passant-Schlagen) in einer möglichst ökonomischen Stellung verlangt wird.
- Valve: Siehe unter → Sperrwechsel.
- Verbesserte Drohung: Durch den beliebigen Abzug einer weißen Figur entsteht eine → Drohung, die von Schwarz widerlegt werden kann. Weiß gibt deshalb diese ursprüngliche Drohung auf, um mit der gleichen Themafigur eine neue, wirksame Drohung aufzustellen.
- Vorausverstellung: Bei der Vorausverstellung wird die Wirkungs- bzw. Zuglinie einer Figur verstellt, die im Augenblick in der aktuellen → Position noch gar nicht existiert, da die zu verstellende Figur zum Feld in der betreffenden Linie noch gar nicht gezogen ist.
- Wurzburg-Plachutta: Die (erzwungene) wechselseitige Verstellung zweier gleichschrittiger Figuren ohne weißen Opferstein. Otto Wurzburg gelang die → Erstdarstellung dieses opferlosen → Plachutta (siehe dort), daher der Name. Diese Schnittpunktkombination wird auch als doppelwendiger Holzhausen bezeichnet.
- Y-Flucht: Die Fluchtzüge des Königs auf die (zusammen mit seinem Standfeld) ein „Y“ bildenden Felder.
- Z-Flucht: Die Fluchtzüge des Königs auf die (zusammen mit seinem Standfeld) ein „Z“ bildenden Felder.
- Zugwechsel (engl. „White to play“, frz. „blocus complet“): Weiß möchte den Zugzwang von Schwarz ausnutzen, besitzt selbst aber auch keinen neutralen → Wartezug oder ein Wartemanöver, das den vollständigen Satz ganz oder teilweise aufrechterhalten kann. D. h., ein anderer → Plan muss verwirklicht werden, der dann zu geändertem oder/und zusätzlichem Spiel führt. Der → Schlüsselzug kann hier erneut Zugzwang herbeiführen, aber auch eine → Drohung enthalten oder Schach bieten.
- Zwickmühle: Eine Serie von Abzugsschachs, die in einer Mattaufgabe zwangsläufig zum Matt und in einer Schachstudie meistens zum → Gewinn führen.